# Ана Савај
Ана Савај  (јап. アンナ・サワイ; Велингтон, 11. јун 1992) је јапанска глумица и певачица интернационалној публици најпознатија по главној улози Марико у ТВ серији Шогун за коју је добила Еми награду за најбољу главну глумицу у драмској серији.

## Приватан живот
Ана Савај је рођена 11. јуна 1992. у Велингтону на Новом Зеланду; њени родитељи су јапанског порекла, мајка јој је била професорка клавира, док јој је отац радио за једну електронску компанију. Мајка ју је учила да пева и свира клавир од њене треће године. Док је одрастала, често се селила са породицом због очевог посла, живела је са породицом у Хонг Конгу и на Филипинима, пре него што су се настанили у Јокохами у Јапану кад је имала 10 година. Ана Савај течно говори јапански и енглески језик. Живи у Токију.

## Филмографија
| Година | Назив филма     | Улога  |
| ------ | --------------- | ------ |
| 2009   | Нинџа убица     | Кирико |
| 2021   | Паклене улице 9 | Ели    |

| Година     | Назив серије              | Улога                      | Белешке                  |
| ---------- | ------------------------- | -------------------------- | ------------------------ |
| 2007       | Наша љубавна песма        | Натсу                      | 1 епизода                |
| 2018       | Боје                      | Тужитељ железничке станице | 2 епизоде                |
| 2019       | Гири/Хаџи                 | Еико Фукухара              | Главна улога, 6 епизода  |
| 2022–данас | Пачинко                   | Наоми                      | Главна улога, 6 епизода  |
| 2023–данас | Монарх: Наслеђе чудовишта | Кејт Ранда                 | Главна улога, 10 епизода |
| 2024       | Шогун                     | Тода Марико                | Главна улога, 10 епизода |

## Награде и номинације
| Награда                                     | Година | Категорија                                           | Номиновано дело | Резултат   | Реф.   |
| ------------------------------------------- | ------ | ---------------------------------------------------- | --------------- | ---------- | ------ |
| Pena de Prata                               | 2022   | Најбоља глумачка екипа у драмској серији             | Пачинко         | Номинација | [ 9 ]  |
| Награде Спирит                              | 2023   | Најбоља глумачка екипа у новој сценаристичкој серији | Пачинко         | Освојено   | [ 10 ] |
| Готам ТВ награде                            | 2024   | Најбољи наступ у ограниченој серији                  | Шогун           | Номинација | [ 11 ] |
| Награда Асоцијације телевизијских критичара | 2024   | Индивидуално постигнуће у драми                      | Шогун           | Освојено   | [ 12 ] |
| Астра ТВ награде                            | 2024   | Најбоља глумица у стримованој драмској серији        | Шогун           | Освојено   | [ 13 ] |
| Награде Еми                                 | 2024   | Најбоља главна глумица у драмској серији             | Шогун           | Освојено   | [ 14 ] |
| Награде Златни глобус                       | 2025   | Најбоља главна глумица у драмској серији             | Шогун           | Освојено   | [ 15 ] |